# Trükkös Tomi és a bélyegutazó
A Trükkös Tomi és a bélyegutazó egy 1988-as kanadai ifjúsági kalandfilm melyet Michael Rubbo rendezett.

## Cselekmény
|  | Alább a cselekmény részletei következnek! |

Ralph (Lucas Evans), egy szégyenlős fiú, aki tagja az iskolai bélyeggyűjtő klubnak. Mivel apja buzgó bélyeggyűjtő, szeretne bizonyítani neki. Tommy (Anthony Rogers), a ravasz utcagyerek, aki bélyegekkel üzletel kihasználja ezt és egy nap felkeresi Ralphot a házukban. Tommy rábeszéli Ralphot, hogy cserélje el vele apja egy ritka bélyegét egy, állítólag, hasonló értékű kollekcióra. A csere után Ralph rájön, hogy Tommy becsapta őt, a kollekció nem ér semmit. Ralph megpróbálja megtalálni Tommyt, hogy visszaszerezze apja bélyegét, azonban Tommy eladja az értékes bélyeget egy kereskedőnek.
Ralph nem tudja mitévő legyen, ezért testvéréhez, Nancyhez (Jill Stanly) fordul segítségért. Nancy és Ralph elmegy a kereskedőhöz, hogy vegyenek egy másik bélyeget. A kereskedő 300 dollárt kér a bélyegért, de nekik csak 30 van. Ralph felfedezi a kereskedőnél apja bélyegét, de az nem hajlandó visszaadni a bélyeget. Ralph dühösen elrohan Nancy pedig sírva fakad. A kereskedő megszánja és egy régi, számára értéktelen bélyegalbumot ajándékoz Nancynak. Eközben Ralph Tommyék házához megy, hogy kérdőre vonja, de Tommy kutyája felfedezi, Ralph pedig leesik a lépcsőn és megsérül a lába.
Ralph hazamegy és Nancy megmutatja neki a kapott bélyeget. Ralph dühében széttépi a Nancytől kapott értéktelen bélyegkollekciót és a falhoz vágja. A két gyerek felfedezi, hogy az albumban egy  levél volt elrejtve, mely egy értékes bélyeggyűjtemény helyét mutatja meg, valamint leírja a bélyegutazás titkát, mellyel bárki egy bélyegen beutazhatja a Földet. Ralph nem biztos benne, hogy mit tegyen, de megkéri barátját, Albertet, hogy segítsen neki kideríteni, hogy hogyan is működik a bélyegutazás. Eközben Tommy megsejt valamit és kémkedni kezd Ralph után.
Másnap, miután sikerült lerázniuk Tommyt, Ralph végrehajtja az utasításokat és rákerül egy bélyegre, hogy megkezdje utazását. Sajnálatos módon a levelet, melynek bélyegén Ralph útra akart kelni Tommy megszerzi és az eredeti cím helyett Kínába adja fel, ő maga pedig, szintén bélyegen, elindul, hogy megszerezze az értékes gyűjteményt Ausztráliában.
|  | Itt a vége a cselekmény részletezésének! |